# 9637 Perryrose
9637 Perryrose este un asteroid din centura principală de asteroizi.

## Descriere
9637 Perryrose este un asteroid din centura principală de asteroizi. A fost descoperit pe 9 august 1994 la Observatorul Palomar par l'Observatorul Palomar. Asteroidul prezintă o orbită caracterizată de o semiaxă mare de 2,39 ua, o excentricitate de 0,23 și o înclinație de 0,9° în raport cu ecliptica.